# Kotthausen (Wuppertal)
Kotthausen ist eine Hofschaft im Wuppertaler Wohnquartier Herbringhausen im Stadtbezirk Langerfeld-Beyenburg. Die Häuser mit den Nummern drei bis sechs stehen unter Denkmalschutz.

## Geografie
Die Hofschaft liegt auf 295 m ü. NHN an der Stadtgrenze zu Radevormwald. Bei der Hofschaft entspringt der Lohbach, ein Zufluss der Wupper. Benachbarte Orte sind Rottland, Nöllenberg, Oberdahl, Auf’m Hagen und Walbrecken.

## Geschichte
Im Mittelalter gehörte das erstmals 1350 erwähnte Kotthausen neben 15 weiteren Höfen zur Honschaft Walbrecken im Kirchspiel Lüttringhausen des Amtes Beyenburg. 1411 verbriefte Graf Adolf VII. von Jülich-Berg die Freiheit des Gutes und den Status als ein Sattelhof, 1425 wurde dieses Privileg bestätigt.
1547 ist in einer Liste der Hand- und Spanndienste eine Wohnstätte belegt. Der Hof war zu dieser Zeit Teil des Hofverbands Mosblech, der ein Allod der bergischen Herzöge war. 1597 wird in einem Verzeichnis der Schatz- und Dienstgüter der Status als Kotten deutlich. 1715 wird der Weiler auf der Topographia Ducatus Montani als Kotthusen bezeichnet.
1815/16 lebten 41 Einwohner im Ort. 1832 war Kotthausen weiterhin Teil der Honschaft Walbrecken, die nun der Bürgermeisterei Lüttringhausen angehörte. Der laut der Statistik und Topographie des Regierungsbezirks Düsseldorf als Weiler bezeichnete Ort besaß zu dieser Zeit fünf Wohnhäuser, fünf landwirtschaftliche Gebäude und drei Fabrikationsstätten. Zu dieser Zeit lebten 100 Einwohner im Ort, acht katholischen und 92 evangelischen Glaubens. Im Gemeindelexikon für die Provinz Rheinland von 1888 werden sechs Wohnhäuser mit 66 Einwohnern angegeben.
Von den fünf Gebäuden der Hofschaft stehen drei unter Denkmalschutz: Kotthausen 3 (umgebaut Ende 19. Jh.), Kotthausen 4 (18. Jh.) und das Doppelhaus Kotthausen 5/6, das als das älteste Gebäude des Ortes bis in das Jahr 1694 zurück datiert.

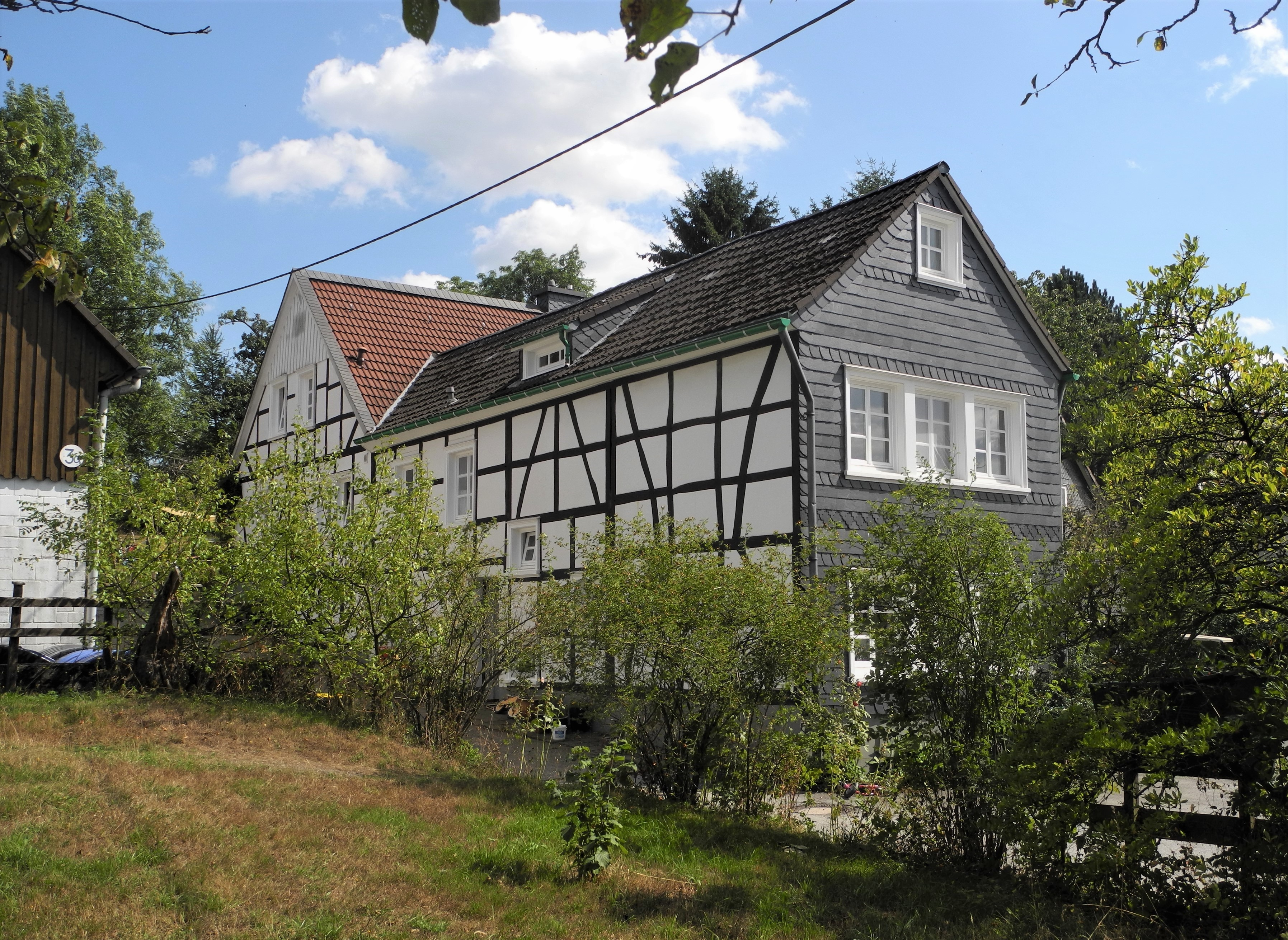
Kotthausen 3
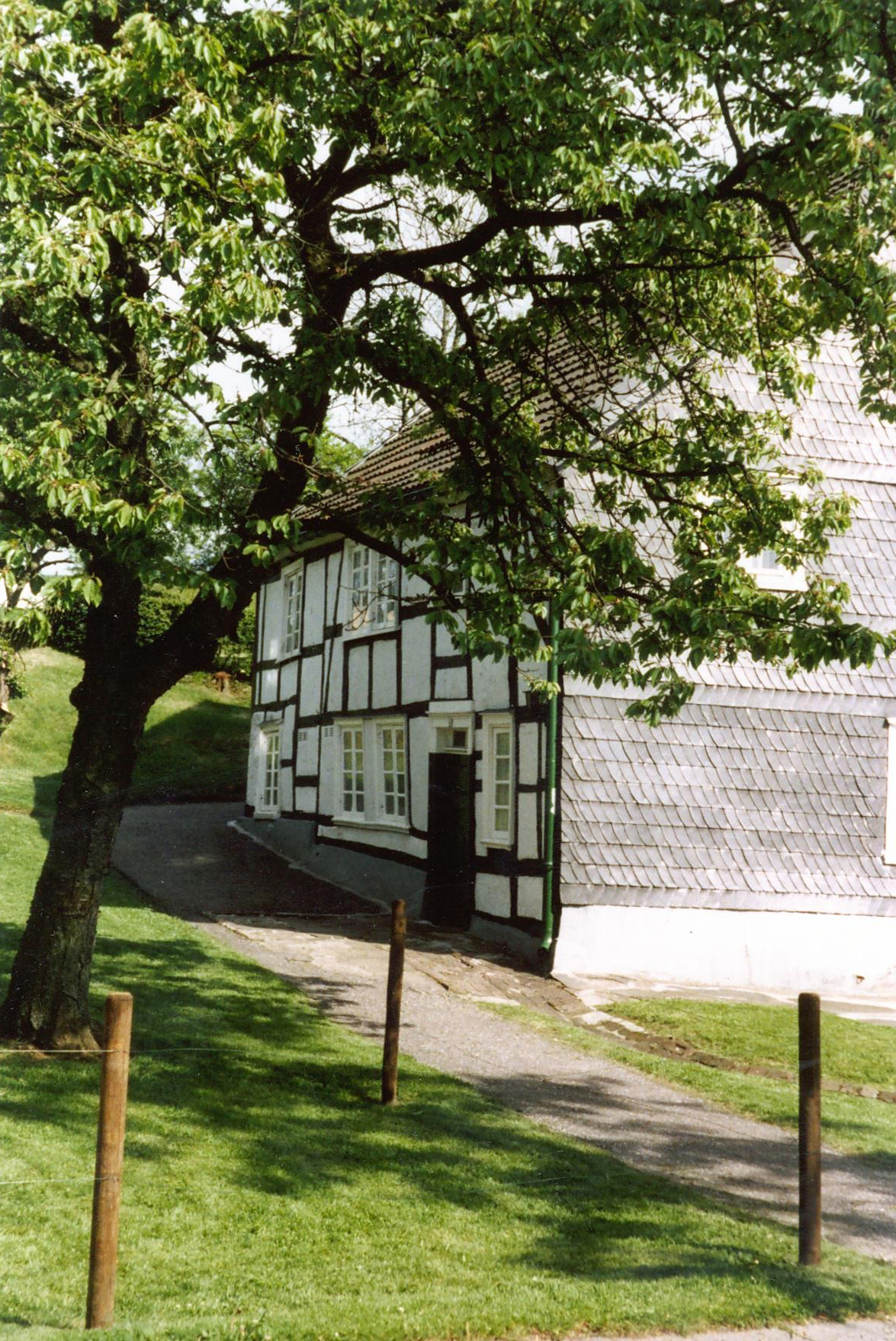
Kotthausen 4 (Zustand 2004)
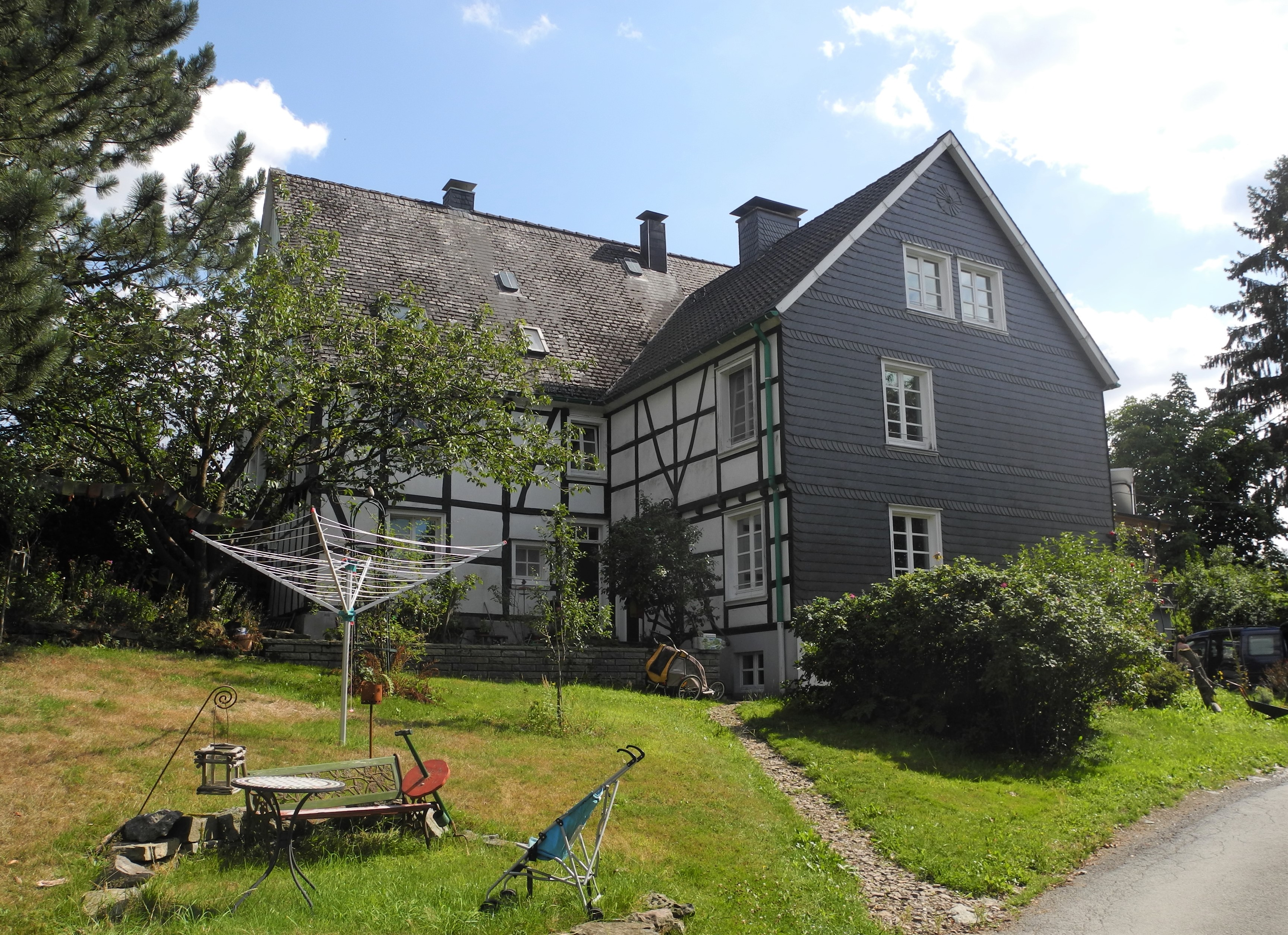
Kotthausen 5
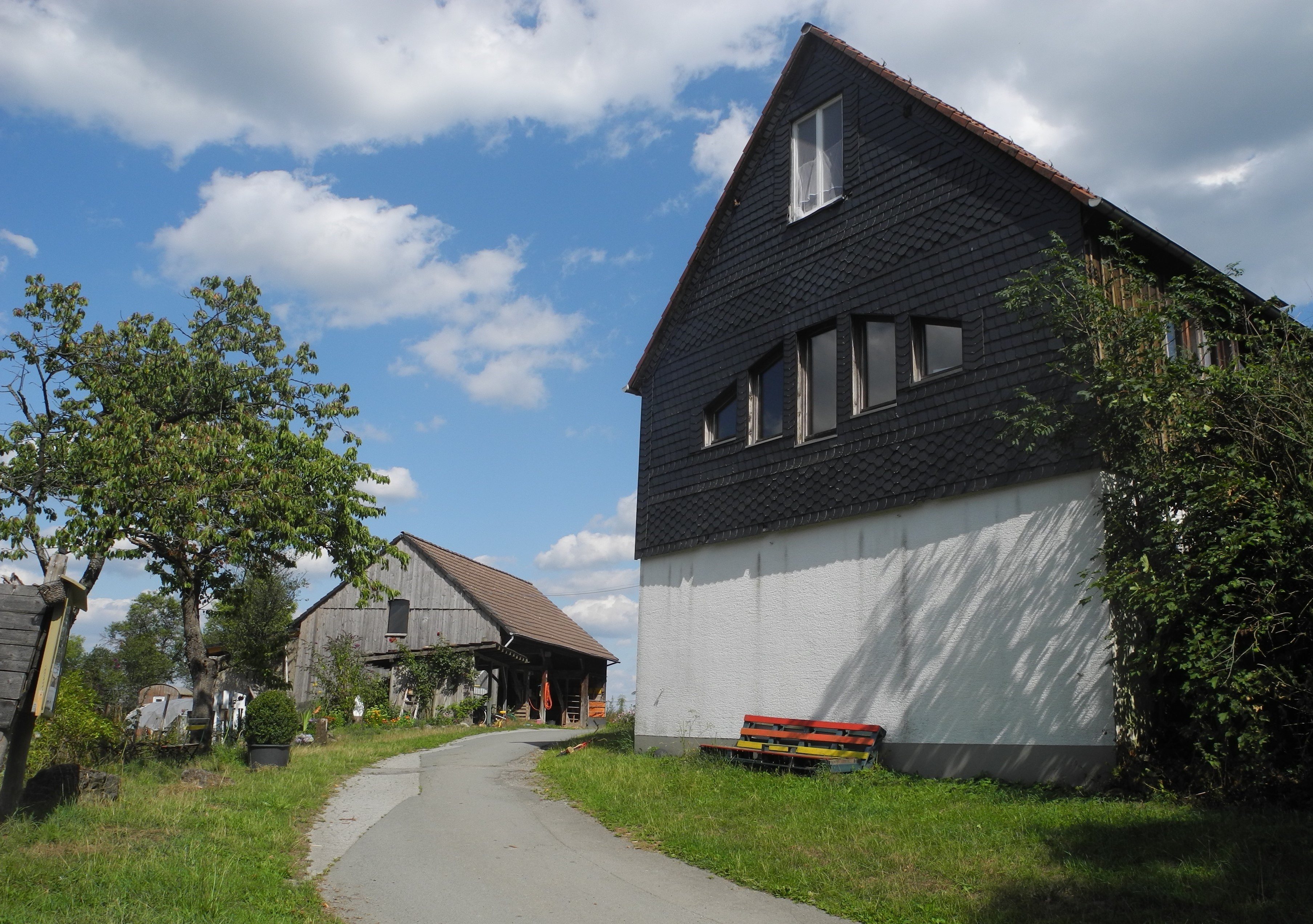
Kotthausen 1 / Scheune
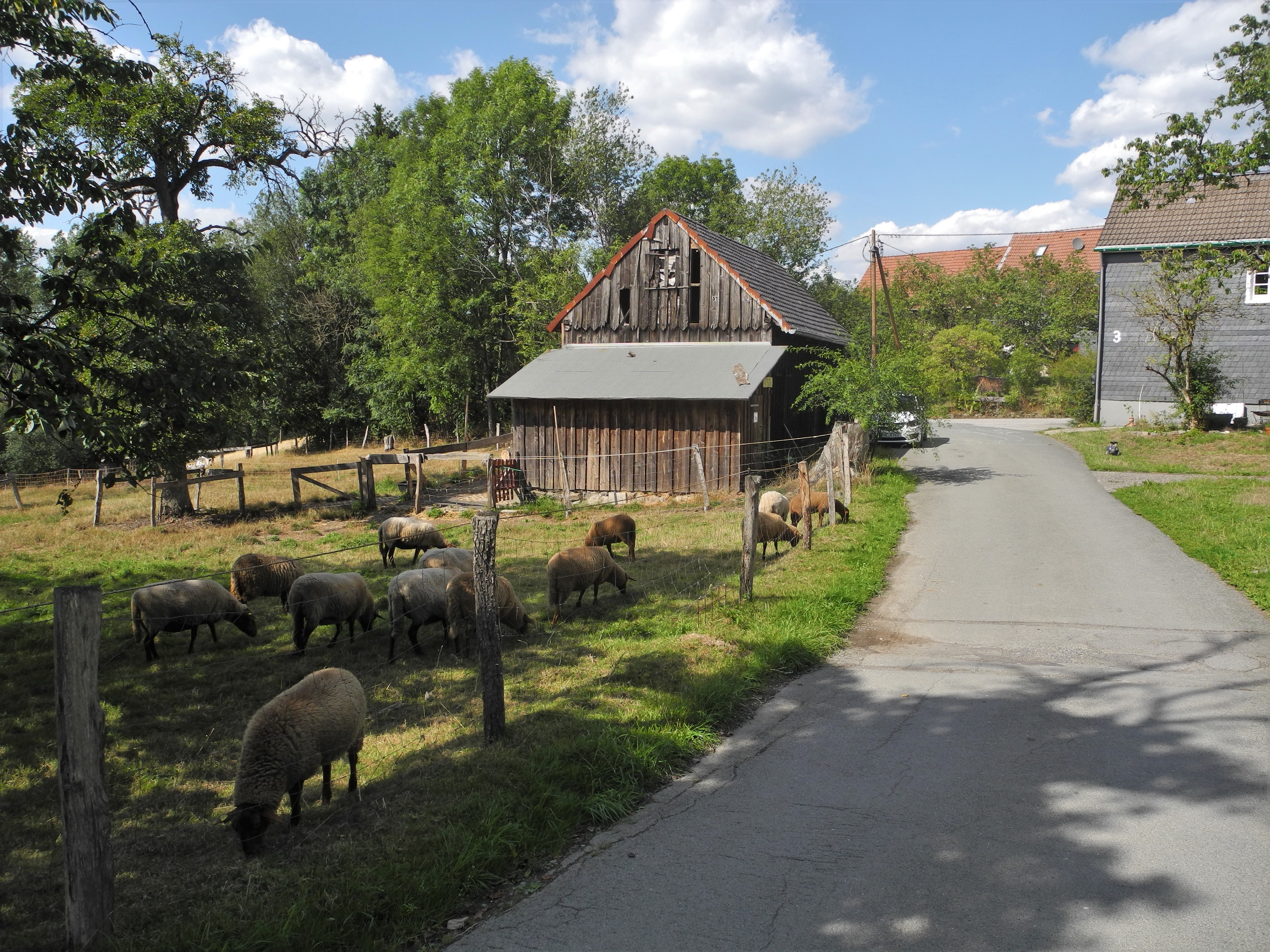
Schafe mit alter Holzscheune